# Samuel R. Curtis

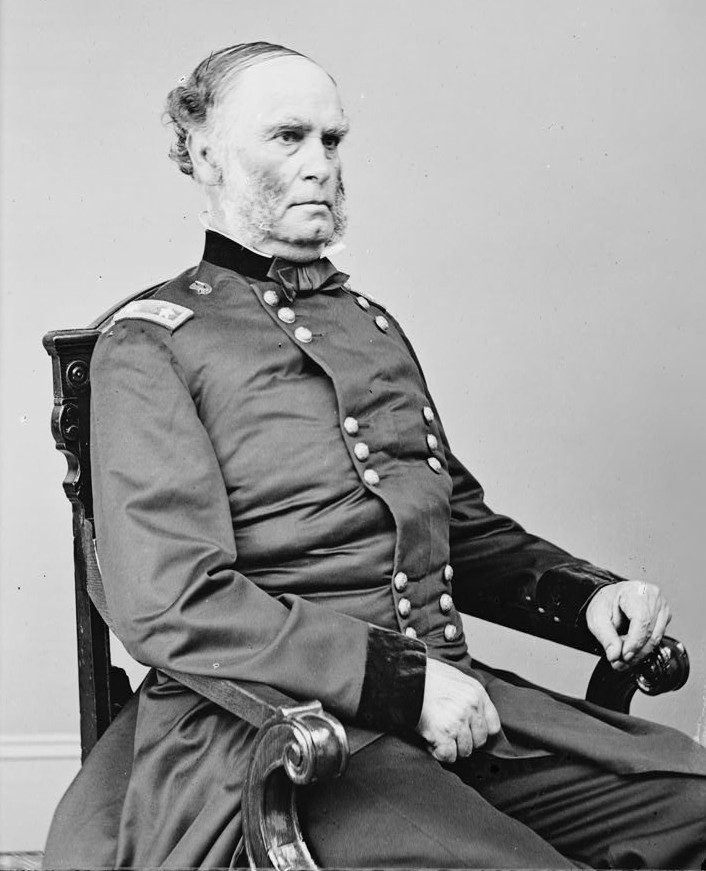
Samuel R. Curtis

Samuel Ryan Curtis (ur. 3 lutego 1805 w hrabstwie Clinton, zm. 26 grudnia 1866 w Council Bluffs) – generał armii Unii w wojnie secesyjnej.
W 1831 ukończył West Point, jednak w czerwcu 1832 odszedł z armii, później pracował jako inżynier przy budowie dróg i kolei. Ponownie służył w armii podczas wojny z Meksykiem, gdy, choć nie brał udziału w walkach, uczestniczył w okupowaniu meksykańskich miast. W 1856 został członkiem Kongresu, silnie wspierał Abrahama Lincolna. Po wybuchu wojny secesyjnej został pułkownikiem piechoty, po czym wysłany z pułkiem przez gen. Nathaniela Lyona do okupowania Hannibal; pomyślne wykonanie tego zadania przyniosło mu w maju 1861 awans na generała brygady. W lutym 1862 zmusił wojsko Konfederatów Sterlinga Price’a do wycofania się z Missouri, później, ścigając do Arkansas, stoczył walkę z Konfederatami pod Big Sugar Creek 16 lutego 1862. Następnie 6–8 marca 1862 pokonał Konfederatów pod Pea Ridge, po czym okupował Batesville, a później Helenę. 23 października 1864 pokonał Price’a w bitwie pod Westport w Missouri. Po wojnie pracował jako komisarz ds. Indian i rządowy konsultant ds. torów skonstruowanych przez Union Pacific Railroad.